# Campionato sudamericano maschile di pallavolo 1995
Il XXI campionato sudamericano maschile di pallavolo si è svolto nel 1995 a Porto Alegre, in Brasile. Al torneo hanno partecipato 8 squadre nazionali sudamericane e la vittoria finale è andata per la ventesima volta, la quindicesima consecutiva, al Brasile.

## Squadre partecipanti
- Argentina
- Bolivia
- Brasile
- Cile
- Paraguay
- Perù
- Uruguay
- Venezuela

## Classifica finale
| Classifica | Squadre   |
| ---------- | --------- |
|            | Brasile   |
|            | Argentina |
|            | Venezuela |
| 4          | Cile      |
| 5          | Bolivia   |
| 6          | Perù      |
| 7          | Uruguay   |
| 8          | Paraguay  |